# Emfysem
Emfysem är ett tillstånd där en viss vävnad blir uppfylld av luft eller andra gaser. Den vanligaste av dessa är lungemfysem, som ingår i sjukdomsbilden vid KOL. Lungemfysem uppstår när väggarna i de luftbärande strukturerna, som kallas för alveolarsäckar, bryts ner genom en inflammatorisk reaktion, vanligen orsakad av rökning och andra luftföroreningar. Alveolerna smälter då samman till större, mindre eftergivliga, hålrum i lungan. Balansen mellan proteolytiska (nedbrytande) faktorer som elastas och antiproteolytiska faktorer som antitrypsin kan också vara rubbad som vid alfa-1-antitrypsinbrist. När alveolarsäckarnas volym ökar minskar förmågan till syresättning av blodet vilket leder till andningssvikt.
Underhudsemfysem (eller subkutant emfysem) består av luft under huden, och kan uppstå på olika sätt. En tredje typ av emfysem är mediastinalemfysem.